# Лопухин, Авраам Фёдорович
Абрам (Авраам) Фёдорович Лопухин (ум. 8 декабря 1718) — русский аристократ, политический деятель, брат супруги Петра I Евдокии Федоровны, дядя царевича Алексея.

## Биография
Стольник царицы Натальи Кирилловны (1676—1686). Посол в Константинополь (1689). Стольник царя Петра I (с 1692). Вошел в состав пятидесяти комнатных стольников и спальников, направленных царём в Италию для изучения корабельного строительства (1697).
В течение нескольких лет после возвращения пользовался большим влиянием в Москве, особенно среди старого родовитого боярства, враждебно относившегося к Петру, который охотно выдвигал новых незнатных деятелей. В 1708 году царю доносили в письме, что бояре его царского указа «так не слушают, как Абрама Лопухина, в него веруют и боятся его. Он всем завладел: кого велит обвинить, — того обвинят; кого велит оправить, — того оправят; кого велит от службы отставить, — того отставят, и кого захочет послать, — того пошлют». В том же письме его называли «вором», жаловались на то, что в его поместье живёт очень много беглых крестьян, сообщали о непочтительном отношении к царю и о том, что «он чает себе скорого владычества». Петр не дал хода доносу; между тем, по крайней мере в той части, которая говорила о значении Лопухина, донос не был лишен основания.
Около него формировался кружок предполагаемого наследника престола царевича Алексея. Все недовольные Петром надеялись на лучшее будущее при его сыне и, желая обеспечить себе влияние в будущем, заискивали у Лопухина, который, вероятно, надеялся на ещё большую власть в будущем. Также можно предположить, что он входил в интересы своей сестры царицы, и её сына, нелюбимого отцом. Как бы то ни было, значение А. Ф. Лопухина в Москве было очень велико, даже страшный Ромодановский, Фёдор Юрьевич, отец его супруги Федосьи Федоровны, считался с его желаниями, и весь кружок царевича Алексея находился с ним в постоянных отношениях. Правда, при этом соблюдалась строгая конспирация, писали друг другу чаще всего намеками и письма, по возможности, уничтожали.

## Дело царевича Алексея
Когда осенью 1716 года царевич Алексей бежал за границу, Лопухин был осведомлен о месте его пребывания, втайне, по-видимому, сочувствовал его поступку и, подобно другим приверженцам Алексея, надеялся что «цесарь отцу его никаким образом не отдаст». В начале 1718 года беглеца удалось вернуть в Москву, и началось громкое дело о его побеге. 10 февраля бомбардир Преображенского лейб-гвардии полка Скорняков-Писарев приехал в Суздальский Покровский монастырь и произвел неожиданный обыск в келье царицы-инокини Евдокии Фёдоровны; некоторые данные этого обыска навели его на след брата царицы и других лиц, о необходимости ареста которых он немедленно донес государю, полагая, что «ими многое воровство покажется».
Совет его был исполнен, и Лопухина привлекли к следствию. Его обвиняли в том, что он имел тайную корреспонденцию с сестрою и писал к ней о намерении государя неволею постричь царевича, знал о побеге царевича, сочувствовал ему и желал его воцарения. Во время первого допроса 28 февраля Лопухин ни в чём не сознался. Между тем, к прежним уликам его виновности прибавились новые: певчий царевны Марии Алексеевны, Федор Журавский, показывал, что Лопухин обсуждал с царевною о народных проблемах и вел с ней переписку о царевиче; расстрига Демид, привлеченный к делу, рассказал, как «Года с четыре назад Авраам Лопухин спрашивал его: „будет ли бывшая царица по-прежнему и с сыном? А буде государь её не возьмет, то когда он умрет, будет ли царицею и с сыном?“». Демид сказал: «Будет», на что Лопухин заметил: «Дай, Господи! хотя б после смерти государевой она царицей была и с сыном вместе». Обвиняемый сначала отрицал обвинения, но потом на очной ставке признался в своей вине. 1 марта Лопухин признался и в других обвинениях; несмотря на это, 6 марта допрос опять был повторен: Лопухину дано было 15 ударов, после чего он сознался, что действительно желал смерти государя и воцарения царевича.
После этого признания, так как следствие ещё не было закончено, Лопухин был отправлен в Петербург и заключен в Петропавловскую крепость. В июне допросы опять возобновились. Приведенный в застенок, у дыбы Лопухин показал, что в разговоре с австрийским послом при русском дворе Плейером выражал надежду на то, что у царевича много приверженцев в Москве и «не без замешания будет в народе». Из показаний других допрошенных подтвердилось, что дядя царевича радовался его побегу. 9 августа допрос Лопухину производился в Сенате на очной ставке с оговоренным им Казанским ландратом Канбаром Акинфиевым. 28 октября Лопухина пытали в присутствии сенаторов; в застенке в расспросе и с пытки он говорил, что вышеупомянутых слов с Плейером не говорил, а «затеял на себя напрасно со страху и не стерпя пытки»; в этот раз ему дано было 25 ударов, а 1 ноября Сенат приговорил его пытать «в переменных словах вдругорядь». Но и на этой пытке Лопухин «в словах с Плейером заперся». Наконец, 19 ноября Сенат вынес Лопухину свой обвинительный приговор: «За то, что он, Авраам, по злонамерению желал смерти его царскому величеству», радовался побегу царевича, «также имел тайную подозрительную корреспонденцию с сестрою своею, бывшею царицею, и с царевною Марьею Алексеевною, рассуждая противно власти монаршеской и делам его величества, и за другие его вины, которые всенародно публикованы манифестами, казнить смертью, а движимое и недвижимое имение его все взять на государя».
Казнь совершилась 8 декабря 1718 года у Троицы на въезде в Дворянскую слободу. Лопухину отрубили голову и, воткнув её на железный шест, поставили на каменном столбе у Съестного рынка «за кронверком»; тело же его, положенное на колеса, до 21 марта 1719 года оставалось на месте казни. Впоследствии он был похоронен в усыпальнице Лопухиных Московского Спасо-Андроникова монастыря.
Как пишет петербургский историк Евгений Анисимов в книге "Юный град": "В начале 1720-х гг. иностранцы, жившие в Петербурге, ездили компанией, как на развлечение, «в Русскую слободу смотреть князя Гагарина». Сибирского губернатора, попавшегося на воровстве и других злоупотреблениях, приговорили к смертной казни и повесили в марте 1721 г. перед окнами «Мазанковых коллегий» на Троицкой площади. Потом тело было перемещено, как пишет Берхгольц, на виселицу возле Биржи. Это, повидимому, то самое место, где проводили и другие казни и где (тоже по словам Берхгольца) «на обширной площади стояло много шестов с воткнутыми на них головами, между которыми на особо устроенном эшафоте (думаю, что речь шла о каменных столбах. — Е.А.) виднелись головы брата вдовствующей царицы (Евдокии Лопухиной. — Е. А.) и еще четырех знатных господ».128 Но из дневника Берхгольца за апрель 1724 г. видно, РГАДА. Ф. 9. Отд. 2. Д. 4. Л. 33 об.—34. Берхгольц Ф. В. Дневник... 4.1 . С. 71 —72. 190 что столбы с головами казненных по делу царевича Алексея даже пять лет спустя еще стояли на прежнем месте и вдова Авраама Лопухина безуспешно просила Петра I, «чтобы голову ее мужа, взоткнутую в Петербурге на шест, позволено было снять». Только 10 июля 1727 г. родственник казненного император Петр II предписал, «чтоб на столбах головы здесь и в Москве снять и столбы разрушить, понеже рассуждается, что не надлежит быть в резиденции в городе таким столбам, но вне города»

## Семья
Абрам Фёдорович был женат дважды: 
1-я жена — княжна Федосья Фёдоровна Ромодановская, дочь князя Федора Юрьевича Ромодановского, который во время заграничных путешествий Петра I «замещал» его, а сама она могла носить титул Великой Цесаревны. От брака двое сыновей — Фёдор и Василий.
2-я жена — княжна Татьяна Алексеевна Голицына (умерла 1 ноября 1714, от роду 23 лет), дочь князя Алексея Борисовича Голицына и его супруги Анны Ивановны Сукиной. Погребена в родовой усыпальнице Лопухиных в Спасо-Андрониковом монастыре.